# TY Большой Медведицы
TY Большой Медведицы (лат. TY Ursae Majoris) — двойная затменная переменная звезда типа W Большой Медведицы (EW) в созвездии Большой Медведицы на расстоянии приблизительно 992 световых лет (около 304 парсеков) от Солнца. Видимая звёздная величина звезды — от +12,14m до +11,48m. Орбитальный период — около 0,3545 суток (8,5089 часов).

## Характеристики
Первый компонент — жёлто-белая звезда спектрального класса F7 или F8.
Второй компонент — жёлто-белая звезда спектрального класса F0:.